# Aaron Carpenter
Pour les articles homonymes, voir Carpenter.

a Compétitions nationales et continentales officielles uniquement.

b Matchs officiels uniquement.
Dernière mise à jour le 22 février 2018.
Aaron Carpenter, né le 9 janvier 1983 à Brantford (Province de l'Ontario, Canada), est un joueur international canadien de rugby à XV évoluant au poste de troisième ligne centre ou de talonneur (1,83 m pour 109 kg). Il joue au sein du club des Doncaster Knights en RFU Championship depuis 2017 ainsi qu'en équipe du Canada depuis 2005.

## Biographie
Alors qu'il joue en club au Canada avec le Brantford Harlequins RFC, il signe son premier contrat professionnel en 2009 avec le Coventry RFC, club de RFU Championship. Il y passe une saison avant de s'engager avec le Plymouth Albion RFC, toujours dans le même championnat. Depuis 2013 il évolue au Cornish Pirates, club phare des Cornouailles, basé à Penzance.

## Carrière

### En équipe nationale
Il obtient sa première cape internationale le 25 mai 2005 à l’occasion d’un match contre l'équipe des États-Unis à Tokyo (Japon).

## Palmarès

### En équipe nationale
- Finaliste de la Churchill Cup en 2010 et 2011

## Statistiques en équipe nationale
- 80 sélections (64 fois titulaire, 16 fois remplaçant)

- 85 points (17 essais)
- 13 fois capitaine depuis le 9 juin 2012
- Sélections par année : 7 en 2005, 5 en 2006, 7 en 2007, 5 en 2008, 7 en 2009, 4 en 2010, 7 en 2011, 5 en 2012, 7 en 2013, 6 en 2014, 11 en 2015, 9 en 2016

En Coupe du monde :
- 2007 : 4 sélections (pays de Galles, Fidji, Japon, Australie)
- 2011 : 4 sélections (Tonga, France, Japon, Nouvelle-Zélande)
- 2015 : 4 sélections (Irlande, Italie, France, Roumanie)